# ピーター・マーティン・ダンカン
ピーター・マーティン・ダンカン（英語: Peter Martin Duncan、1824年4月20日 - 1891年5月28日）は、イギリスの古生物学者である。サンゴの化石で知られる。

## 生涯
トゥイッケナムで生まれた。キングス・カレッジ・ロンドンで医学を学び、ロチェスターで修行したあと、1848年からコルチェスターで医師を開業し、1年間は市長も務めた。1860年にロンドンに戻りブラックヒース (Blackheath) で数年間医師を開業した後、植物学、地質学、古生物学に専念した。サンゴの化石に注目し、1963年に西インド諸島のサンゴの化石についての論文を発表した。引き続き、世界各地のサンゴの化石の研究に行い、この分野の権威となった。1870年にキングズ・カレッジの地質学の教授となり、1876年からロンドン地質学会の会長を務めた。1881年にウォラストン・メダルを受賞した。